# Jan Orzechowski (kasztelan chełmski)
Jan Orzechowski herbu Rogala (zm. w 1567 roku) – kasztelan chełmski w 1567 roku, podkomorzy chełmski w latach 1535–1567, cześnik chełmski w 1533 roku, miecznik chełmski w 1532 roku.
Ojciec Pawła Orzechowskiego. 
Był właścicielem 14 wsi w województwie lubelskim i ziemi chełmskiej, miasta Piaski oraz dworu w Lublinie. 
Jego córka Anna była drugą żoną Stanisława Zamoyskiego.